# 小什字駅
小什字駅（しょうじゅうじえき）は。中華人民共和国重慶市渝中区民族路と打銅街の南、新華路の西に位置する重慶軌道交通1号線、6号線の乗換駅である。

## 利用可能な鉄道路線
重慶軌道交通
■1号線
■6号線

## 駅構造

### 1号線
地下1階に1号線改札口がある。エレベーター、6号線乗り換え通路が存在する。出口は1-5番に繋がっている
地下2階にホームがある。ホームは1面2線であり、朝天門方面に留置線がある。
| 至朝天門 | ←      | 上り | ← |        |
|          | ホーム |      |   |        |
|          | →      | 下り | → | 至璧山 |

### 6号線
地下2階に6号線南改札口、北改札口がそれぞれある。どちらも1号線乗り換え通路が存在する。南改札口のみにエレベーターがある。出口は南改札口6、9番に、北改札口7、8番に繋がっている
地下3階にホームがある。ホームは2面2線である
| 至茶園 | ←      | 上り | ← |        |
|        | ホーム |      |   |        |
|        | →      | 下り | → | 至北碚 |

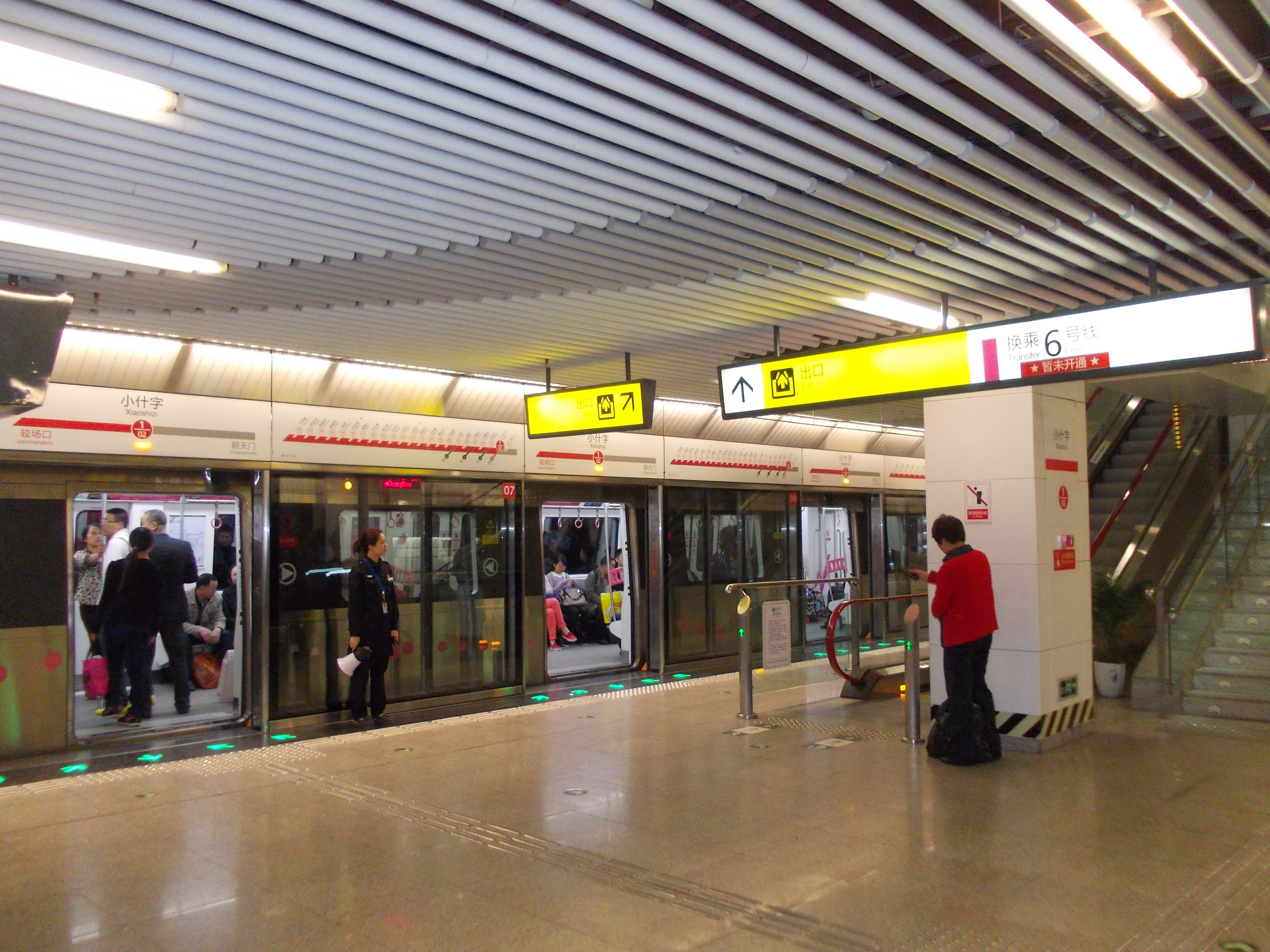
1号線ホーム
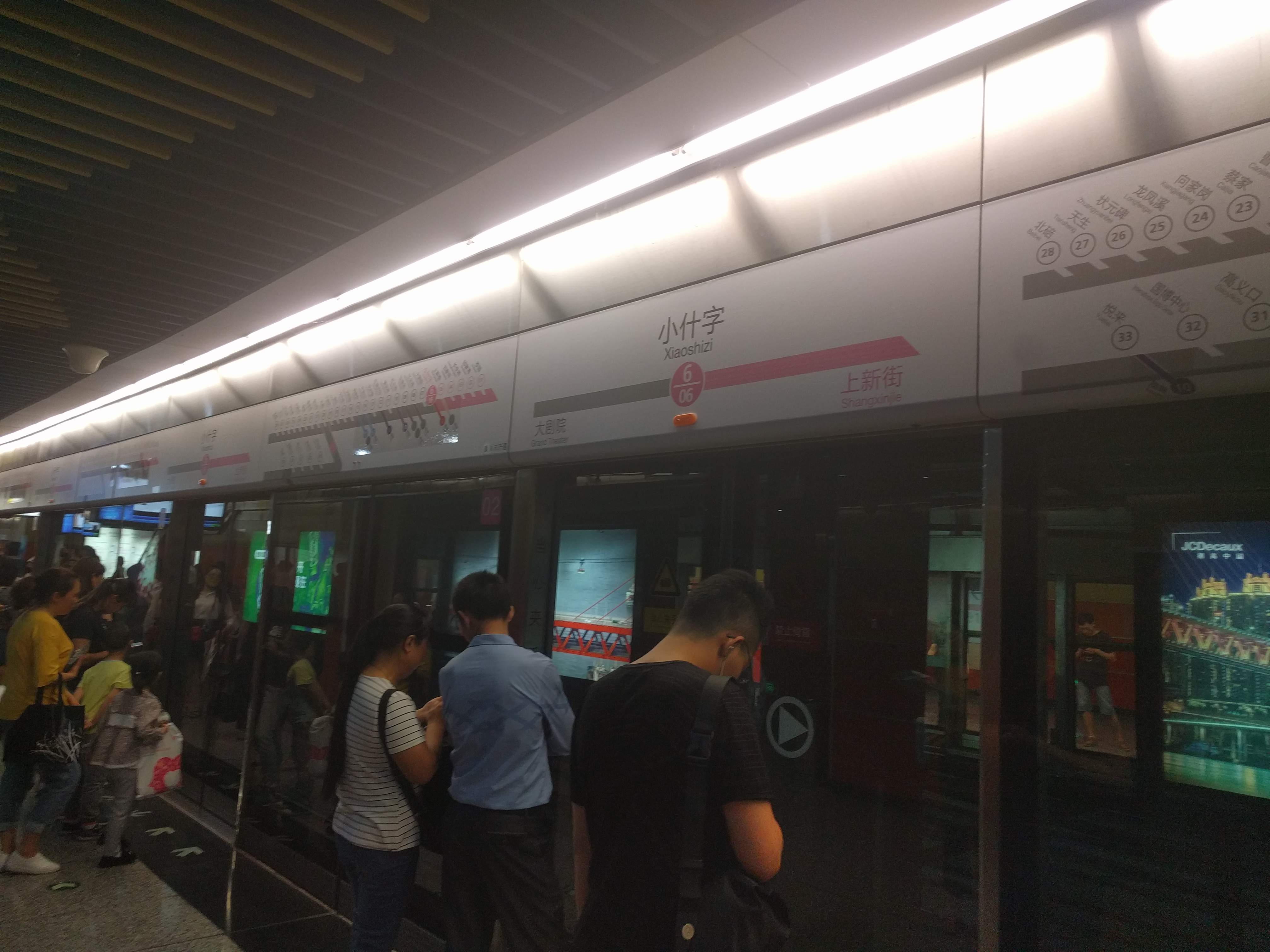
6号線ホーム

### 出入口

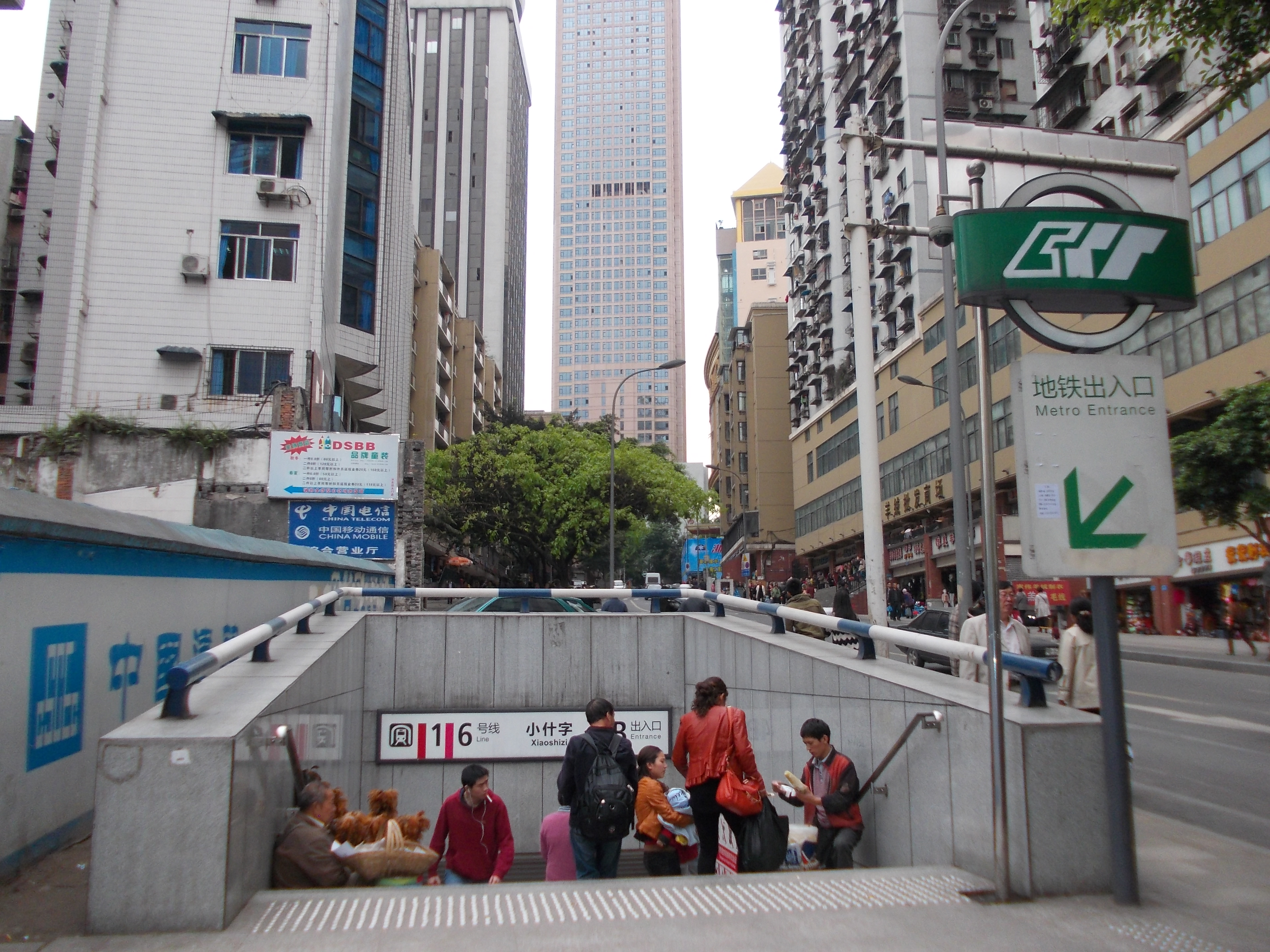
4B出入口

| 出入口番号 | バリアフリー | 近くの施設          |
| ---------- | ------------ | ------------------- |
| 1          |              | 正陽街 朝天門派出所 |
| 2          |              | 民族路              |
| 3          |              |                     |
| 4A         |              | 民族路              |
| 4B         |              | 民族路 打銅街       |
| 5A         |              | 重慶鼓桜学校        |
| 5B         |              | 長江索道            |
| 6          |              | 五一路              |
| 7          |              |                     |
| 8          |              |                     |
| 9          | エレベーター |                     |

- 4B出入口

## 駅周辺
- 正陽街
- 新華街
- 民族路
- 棉花街
- 打銅街
- 道門口

## 歴史
- 2011年9月27日 - 1号線の当駅から較場口駅間が開業。
- 2014年12月28日 - 6号線開業。

## 隣の駅
重慶地下鉄
■1号線
朝天門駅 - 小什字駅 - 較場口駅
■6号線
上新街駅 - 小什字駅 - 大劇院駅
座標: 北緯29度33分47秒 東経106度34分48秒 / 北緯29.56298度 東経106.58001度